# Le Matin Dimanche
Le Matin Dimanche ist eine französischsprachige Schweizer Sonntagszeitung.

## Auflage
Sie hat eine WEMF-beglaubigte Auflage von 89'827 (Vj. 100'016) verkauften bzw. 89'827 (Vj. 100'059) verbreiteten Exemplaren und eine Reichweite von 384'000 (Vj. 395'000) Lesern.
Wie alle gedruckten Zeitungen muss der Matin Dimanche seit einigen Jahren eine stark sinkende Auflage hinnehmen. Die verkaufte Auflage fiel seit 2008 um 112'203 von 202'030 auf 89'827 Exemplare, das sind 55,54 %.

Entwicklung der verkauften Auflage nach WEMF-Auflagebulletins (s. Details 2008 und 2018)

## Erscheinen
Le Matin Dimanche erscheint seit Frühling 2018 in fünf Faszikeln:
- Actu (News)
- Acteurs (Porträts, Interviews, Meteo)
- Sports (Sportnachrichten, Reportagen, Klassemente und Resultate)
- Bien vivre (Gesundheit, Wellness, Ernährung, Wissenschaft, Reisen, Natur)
- Cultura (Halbformat; Bücher, Musik, Ausstellungen, Veranstaltungen, Kino, TV).

Als Supplements werden der Zeitung die Frauenzeitschrift Femina und neun Mal pro Jahr die Design-Zeitung encore! beigelegt.

## Redaktion
Seit dem 1. Januar 2018 erstellen nur noch je eine französisch- und eine deutschsprachige Tamedia-Redaktion den internationalen/nationalen Mantel (Inland, Ausland, Wirtschaft und Sport) für die 12 bezahlten Tages- und 2 Sonntagszeitungen der Tamedia. Chefin der französischsprachigen Mantelredaktion ist Ariane Dayer (sie bleibt zudem Chefredaktorin von Le Matin Dimanche).

## Schwesterzeitung
Seit 1984 erschien die aus der 1893 gegründeten Tribune de Lausanne hervorgegangene Boulevard-Tageszeitung Le Matin. Obwohl meistgelesene Kaufzeitung der Westschweiz, wurde sie wegen anhaltender Defizite am 21. Juli 2018 eingestellt und erscheint seither nur noch als Internet-Zeitung.